# دارام سلطان (آيت عبا)
دارام سلطان هو دُوَّار يقع بجماعة دار أم السلطان، عمالة مكناس، جهة فاس مكناس في المملكة المغربية. ينتمي الدوّار لمشيخة آيت عبا التي تضم 6 دواوير. يقدر عدد سكانه بـ 995 نسمة حسب الإحصاء الرسمي للسكان والسكنى لسنة 2004.

## روابط خارجية
- البوابة الوطنية للجماعات الترابية نسخة محفوظة 12 مارس 2018 على موقع واي باك مشين.
- المندوبية السامية للتخطيط